# Tour der südafrikanischen Rugby-Union-Nationalmannschaft nach Australien und Neuseeland 1965
| Tour der Springboks nach Australien und Neuseeland 1965 | Tour der Springboks nach Australien und Neuseeland 1965 | Tour der Springboks nach Australien und Neuseeland 1965 | Tour der Springboks nach Australien und Neuseeland 1965 | Tour der Springboks nach Australien und Neuseeland 1965 |
| Übersicht                                               | S                                                       | G                                                       | U                                                       | N                                                       |
| ------------------------------------------------------- | ------------------------------------------------------- | ------------------------------------------------------- | ------------------------------------------------------- | ------------------------------------------------------- |
| Test Matches                                            | 06                                                      | 01                                                      | 0                                                       | 5                                                       |
| Sonstige Spiele                                         | 25                                                      | 22                                                      | 0                                                       | 3                                                       |
| Gesamt                                                  | 31                                                      | 23                                                      | 0                                                       | 8                                                       |
|                                                         |                                                         |                                                         |                                                         |                                                         |
| Australien                                              | 2                                                       | 0                                                       | 0                                                       | 2                                                       |
| Neuseeland                                              | 4                                                       | 1                                                       | 0                                                       | 3                                                       |

Die Tour der südafrikanischen Rugby-Union-Nationalmannschaft nach Australien und Neuseeland 1965 umfasste eine Reihe von Freundschaftsspielen der Springboks, der Nationalmannschaft Südafrikas in der Sportart Rugby Union. Das Team reiste von Juni bis September 1965 durch Australien und Neuseeland, wobei es 31 Spiele bestritt. Dazu gehörten zwei bzw. vier Test Matches gegen die Wallabies und die All Blacks sowie 25 weitere Begegnungen mit Vereinen und Auswahlteams.
Im Gegensatz zu früheren Touren verlief diese für die Springboks wenig erfolgreich. Sie verloren beide Begegnungen mit den Wallabies und drei von vier Partien gegen die All Blacks. Hinzu kamen drei weitere Niederlagen gegen die New South Wales Waratahs, die Wellington Rugby Football Union und die Auckland Rugby Football Union.

## Spielplan
- Hintergrundfarbe grün = Sieg
- Hintergrundfarbe rot = Niederlage

(Test Matches sind grau unterlegt; Ergebnisse aus der Sicht Südafrikas)

### Spiele in Australien
| #  | Datum         | Gegner                   | Ort       | Stadion               | Ergebnis |
| -- | ------------- | ------------------------ | --------- | --------------------- | -------- |
| 01 | 08. Juni 1965 | Western Australia        | Perth     |                       | 102:0    |
| 02 | 10. Juni 1965 | Western Australia        | Perth     | WACA Ground           | 60:0     |
| 03 | 12. Juni 1965 | Victorian Rugby Union    | Melbourne | Olympic Park Stadium  | 52:6     |
| 04 | 14. Juni 1965 | New South Wales Waratahs | Sydney    | Sydney Sports Ground  | 3:12     |
| 05 | 19. Juni 1965 | Australien               | Sydney    | Sydney Cricket Ground | 11:18    |
| 06 | 22. Juni 1965 | Queensland Reds          | Brisbane  | Ballymore Stadium     | 50:5     |
| 07 | 26. Juni 1965 | Australien               | Brisbane  | Lang Park             | 8:12     |

### Spiele in Neuseeland
| #  | Datum              | Gegner                                                                | Ort              | Stadion                       | Ergebnis |
| -- | ------------------ | --------------------------------------------------------------------- | ---------------- | ----------------------------- | -------- |
| 08 | 30. Juni 1965      | Poverty Bay & East Coast Rugby Football Union                         | Gisborne         | Rugby Park                    | 32:3     |
| 09 | 03. Juli 1965      | Wellington Rugby Football Union                                       | Wellington       | Athletic Park                 | 6:23     |
| 10 | 07. Juli 1965      | Manawatu & Horowhenua Rugby Football Union                            | Palmerston North | Showgrounds Oval              | 30:8     |
| 11 | 10. Juli 1965      | Otago Rugby Football Union                                            | Dunedin          | Carisbrook                    | 7:5      |
| 12 | 14. Juli 1965      | Junior All Blacks                                                     | Christchurch     | Lancaster Park                | 23:3     |
| 13 | 17. Juli 1965      | Taranaki Rugby Football Union                                         | New Plymouth     | Rugby Park                    | 11:3     |
| 14 | 21. Juli 1965      | Southland Rugby Football Union                                        | Invercargill     | Rugby Park Stadium            | 19:6     |
| 15 | 24. Juli 1965      | Canterbury Rugby Football Union                                       | Christchurch     | Lancaster Park                | 6:5      |
| 16 | 27. Juli 1965      | West Coast & Buller Rugby Football Union                              | Greymouth        | Rugby Park                    | 11:0     |
| 17 | 31. Juli 1965      | Neuseeland                                                            | Wellington       | Athletic Park                 | 3:6      |
| 18 | 04. August 1965    | Wanganui & King Country Rugby Football Union                          | Wanganui         | Spriggens Park                | 24:19    |
| 19 | 07. August 1965    | Waikato Rugby Union                                                   | Hamilton         | Rugby Park                    | 26:13    |
| 20 | 11. August 1965    | Northland Rugby Football Union                                        | Whangārei        | Okara Park                    | 14:11    |
| 21 | 14. August 1965    | Auckland Rugby Football Union                                         | Auckland         | Eden Park                     | 14:15    |
| 22 | 17. August 1965    | Marlborough & Nelson Bays & Golden Bay-Motueka                        | Blenheim         | Lansdowne Park                | 45:6     |
| 23 | 21. August 1965    | Neuseeland                                                            | Dunedin          | Carisbrook                    | 0:13     |
| 24 | 25. August 1965    | South Canterbury & Mid Canterbury & North Otago Rugby Football Union  | Timaru           | Fraser Park                   | 28:13    |
| 25 | 28. August 1965    | New Zealand Māori                                                     | Athletic Park    | Wellington                    | 9:3      |
| 26 | 31. August 1965    | Wairarapa & Bush Rugby Football Union                                 | Masterton        | Memorial Park                 | 36:0     |
| 27 | 04. September 1965 | Neuseeland                                                            | Christchurch     | Lancaster Park                | 19:16    |
| 28 | 08. September 1965 | New Zealand Universities                                              | Auckland         | Eden Park                     | 55:11    |
| 29 | 11. September 1965 | Hawke’s Bay Rugby Union                                               | Napier           | McLean Park                   | 30:12    |
| 30 | 14. September 1965 | Bay of Plenty & Counties Manukau & Thames Valley Rugby Football Union | Rotorua          | Rotorua International Stadium | 33:17    |
| 31 | 18. September 1965 | Neuseeland                                                            | Auckland         | Eden Park                     | 3:20     |

## Test Matches
| 19. Juni 1965 | Australien                                          | 18 : 11        | Südafrika                                                      | Sydney Cricket Ground, Sydney Zuschauer: 45.946 Schiedsrichter: Craig Ferguson (Australien) |
| 19. Juni 1965 | Versuche: S. Boyce Lenehan Straftritte: Ellwood (4) | (12:5) Bericht | Versuche: Engelbrecht (2) Erhöhungen: Naude Straftritte: Naude | Sydney Cricket Ground, Sydney Zuschauer: 45.946 Schiedsrichter: Craig Ferguson (Australien) |

Aufstellungen:
- Australien: Jim Boyce, Stewart Boyce, Ken Catchpole, Peter Crittle, Greg Davis, Beres Ellwood, Phil Hawthorne, Robin Heming, Peter Johnson, Jim Lenehan, Richard Marks, John O’Gorman, David Shepherd, John Thornett , Jon White
- Südafrika: Jannie Barnard, Tommy Bedford, Piet Botha, Gertjie Brynard, Frik du Preez, Jannie Engelbrecht, John Gainsford, Abie Malan, Andrew MacDonald, Tiny Naude, Hambly Parker, Mannetjies Roux, Johan Schoeman, Nelie Smith , Lionel Wilson

| 26. Juni 1965 | Australien                           | 12 : 8         | Südafrika                                    | Lang Park, Brisbane Zuschauer: 10.000 Schiedsrichter: Kevin Crowe (Australien) |
| 26. Juni 1965 | Straftritte: Ellwood (2) Lenehan (2) | (12:8) Bericht | Versuche: Gainsford Truter Erhöhungen: Naude | Lang Park, Brisbane Zuschauer: 10.000 Schiedsrichter: Kevin Crowe (Australien) |

Aufstellungen:
- Australien: Jim Boyce, Stewart Boyce, Ken Catchpole, Peter Crittle, Beres Ellwood, Jules Guerassimoff, Phil Hawthorne, Robin Heming, Peter Johnson, Jim Lenehan, Richard Marks, John O’Gorman, David Shepherd, John Thornett , Jon White
- Südafrika: Jannie Barnard, Tommy Bedford, Piet Botha, Frik du Preez, Jannie Engelbrecht, John Gainsford, Abie Malan, Hannes Marais, Tiny Naude, Lofty Nel, Hambly Parker, Mannetjies Roux, Nelie Smith , Trix Truter, Lionel Wilson

| 31. Juli 1965 | Neuseeland                   | 6 : 3         | Südafrika        | Athletic Park, Wellington Zuschauer: 46.250 Schiedsrichter: Patrick Murphy (Neuseeland) |
| 31. Juli 1965 | Versuche: Birtwistle Tremain | (6:0) Bericht | Dropgoals: Oxlee | Athletic Park, Wellington Zuschauer: 46.250 Schiedsrichter: Patrick Murphy (Neuseeland) |

Aufstellungen:
- Neuseeland: Bill Birtwistle, John Collins, Richard Conway, Ken Gray, Chris Laidlaw, Brian Lochore, Bruce McLeod, Colin Meads, Stan Meads, Peter Murdoch, Ronald Rangi, Ian Smith, Kel Tremain, Michael Williment, Wilson Whineray
- Südafrika: Gertjie Brynard, Dawie de Villiers , Frik du Preez, Jan Ellis, Jannie Engelbrecht, John Gainsford, Andrew MacDonald, Abie Malan, Tiny Naude, Lofty Nel, Keith Oxlee, Mannetjies Roux, Johan Schoeman, Sakkie van Zyl, Lionel Wilson

| 21. August 1965 | Neuseeland                                               | 13 : 0        | Südafrika | Carisbrook, Dunedin Zuschauer: 34.500 Schiedsrichter: Patrick Murphy (Neuseeland) |
| 21. August 1965 | Versuche: McLeod Rangi Tremain Erhöhungen: Williment (2) | (8:0) Bericht |           | Carisbrook, Dunedin Zuschauer: 34.500 Schiedsrichter: Patrick Murphy (Neuseeland) |

Aufstellungen:
- Neuseeland: Bill Birtwistle, Richard Conway, Ken Gray, Chris Laidlaw, Brian Lochore, Bruce McLeod, Colin Meads, Stan Meads, Ray Moreton, Peter Murdoch, Ronald Rangi, Ian Smith, Kel Tremain, Michael Williment, Wilson Whineray
- Südafrika: Gertjie Brynard, Frik du Preez, Jan Ellis, Jannie Engelbrecht, John Gainsford, Piet Goosen, Andrew MacDonald, Abie Malan, Lofty Nel, Keith Oxlee, Mannetjies Roux, Johan Schoeman, Nelie Smith , Sakkie van Zyl, Lionel Wilson

| 4. September 1965 | Neuseeland                                                                       | 16 : 19        | Südafrika                                                                    | Lancaster Park, Christchurch Zuschauer: 52.650 Schiedsrichter: Patrick Murphy (Neuseeland) |
| 4. September 1965 | Versuche: Moreton Rangi Tremain Erhöhungen: Williment (2) Straftritte: Williment | (16:5) Bericht | Versuche: Brynard (2) Gainsford (2) Erhöhungen: Naude (2) Straftritte: Naude | Lancaster Park, Christchurch Zuschauer: 52.650 Schiedsrichter: Patrick Murphy (Neuseeland) |

Aufstellungen:
- Neuseeland: Bill Birtwistle, Richard Conway, Malcolm Dick, Ken Gray, Chris Laidlaw, Brian Lochore, Bruce McLeod, Colin Meads, Stan Meads, Ray Moreton, Peter Murdoch, Ronald Rangi, Kel Tremain, Michael Williment, Wilson Whineray
- Südafrika: Jannie Barnard, Gertjie Brynard, Dawie de Villiers , Frik du Preez, Jan Ellis, Jannie Engelbrecht, John Gainsford, Douglas Hopwood, Andrew MacDonald, Tiny Naude, Lofty Nel, Mannetjies Roux, Sakkie van Zyl, Donald Walton, Lionel Wilson

| 18. September 1965 | Neuseeland                                                                               | 20 : 3        | Südafrika          | Eden Park, Auckland Zuschauer: 56.480 Schiedsrichter: David Millar (Neuseeland) |
| 18. September 1965 | Versuche: Birtwistle Conway Ken Gray Smith (2) Erhöhungen: McCormick Dropgoals: Herewini | (3:0) Bericht | Straftritte: Naude | Eden Park, Auckland Zuschauer: 56.480 Schiedsrichter: David Millar (Neuseeland) |

Aufstellungen:
- Neuseeland: Bill Birtwistle, John Collins, Richard Conway, Ken Gray, Mac Herewini, Chris Laidlaw, Brian Lochore, Fergus McCormick, Bruce McLeod, Colin Meads, Stan Meads, Ronald Rangi, Ian Smith, Kel Tremain, Wilson Whineray
- Südafrika: Jannie Barnard, Gertjie Brynard, Dawie de Villiers , Frik du Preez, Jan Ellis, Jannie Engelbrecht, John Gainsford, Douglas Hopwood, Andrew MacDonald, Tiny Naude, Lofty Nel, Mannetjies Roux, Sakkie van Zyl, Donald Walton, Lionel Wilson